# Gaeta
Gaeta je přístavní město ve střední Itálii v kraji Lazio, v provincii Latina. Leží v Gaetském zálivu, při pobřeží Tyrhénského moře. Nachází se přibližně v půli cesty mezi Římem a Neapolí. Je vzdálené 120 km jihovýchodně od Říma a 90 km severozápadně od Neapole. Město je známé svou vojenskou a obchodní historií. Ve vrcholném středověku bylo centrem Gaetského vévodství a významnou námořní mocností. Bylo opevněné již v období Říma, v 15. st. bylo opevnění rozšířené. Dnes je Gaeta průmyslový a rybářský přístav, turistické letovisko a námořní základna NATO.

## Osobnosti města
- Gelasius II. (kolem 1060–1119), papež
- Scipione Pulzone (kolem 1550–1598) , malíř
- Cy Twombly (1928–2011), americký malíř žijící v Itálii

## Partnerská města
- Cambridge, Massachusetts, USA
- Frontignan, Francie

## Fotogalerie

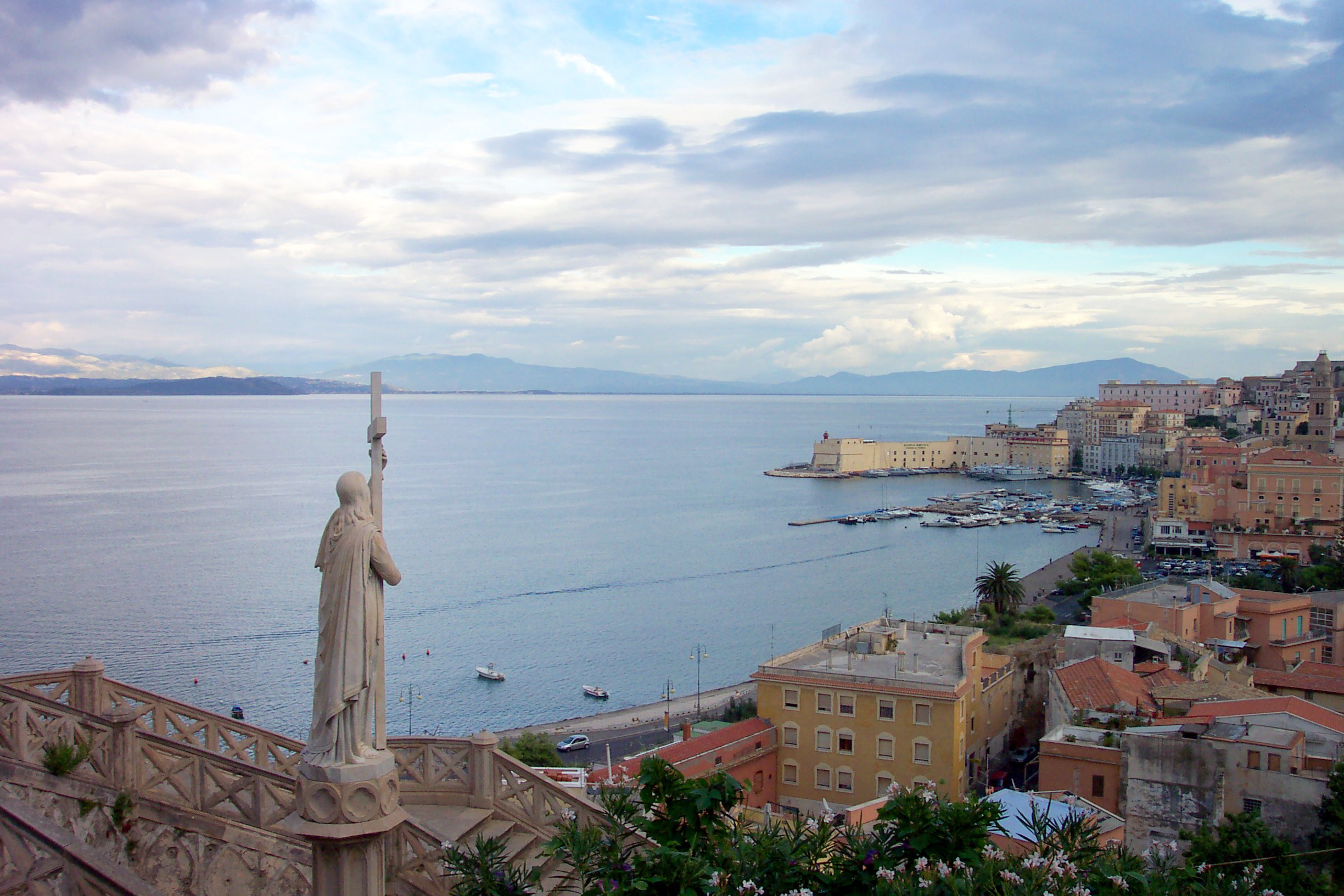
Staré město
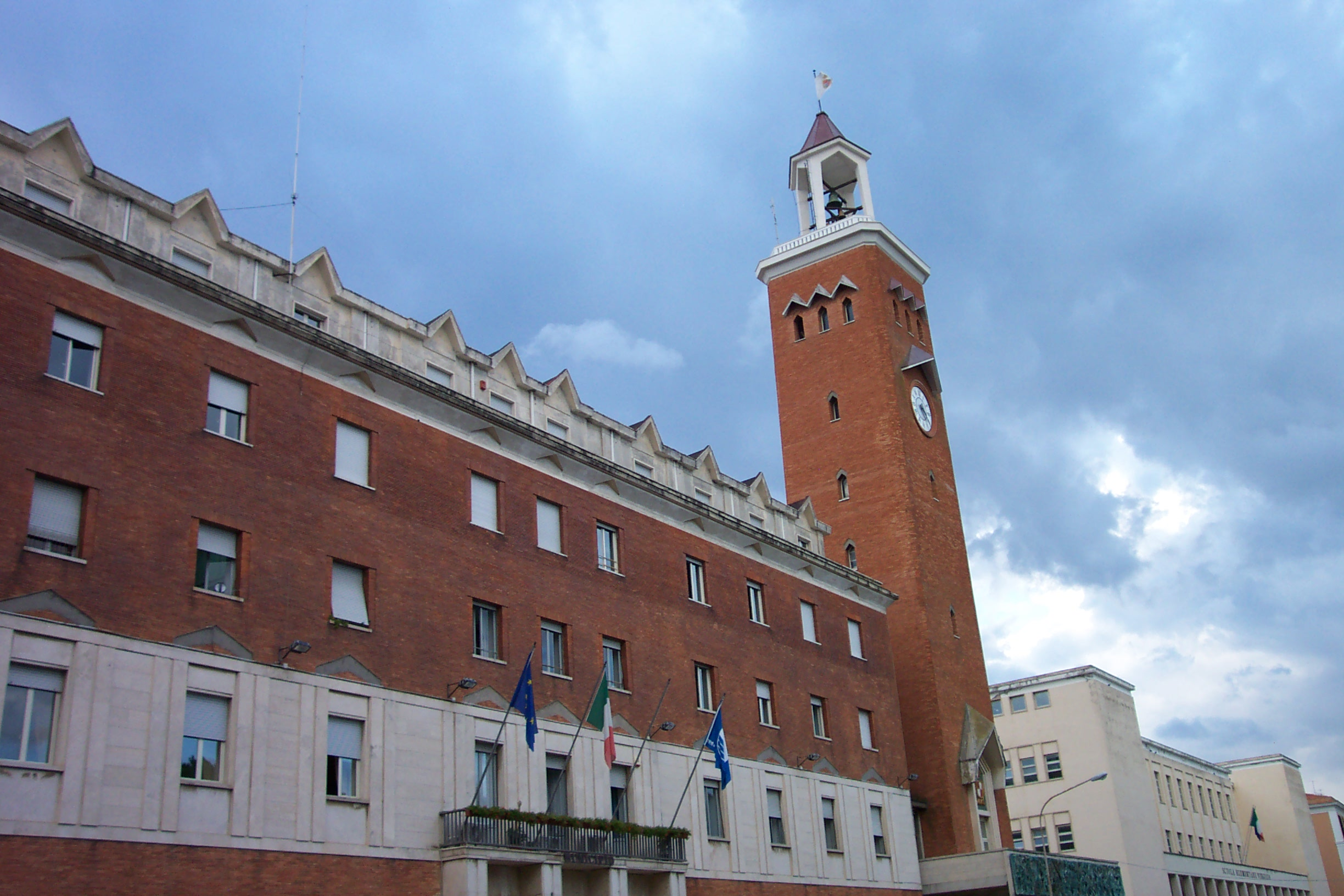
Městská radnice
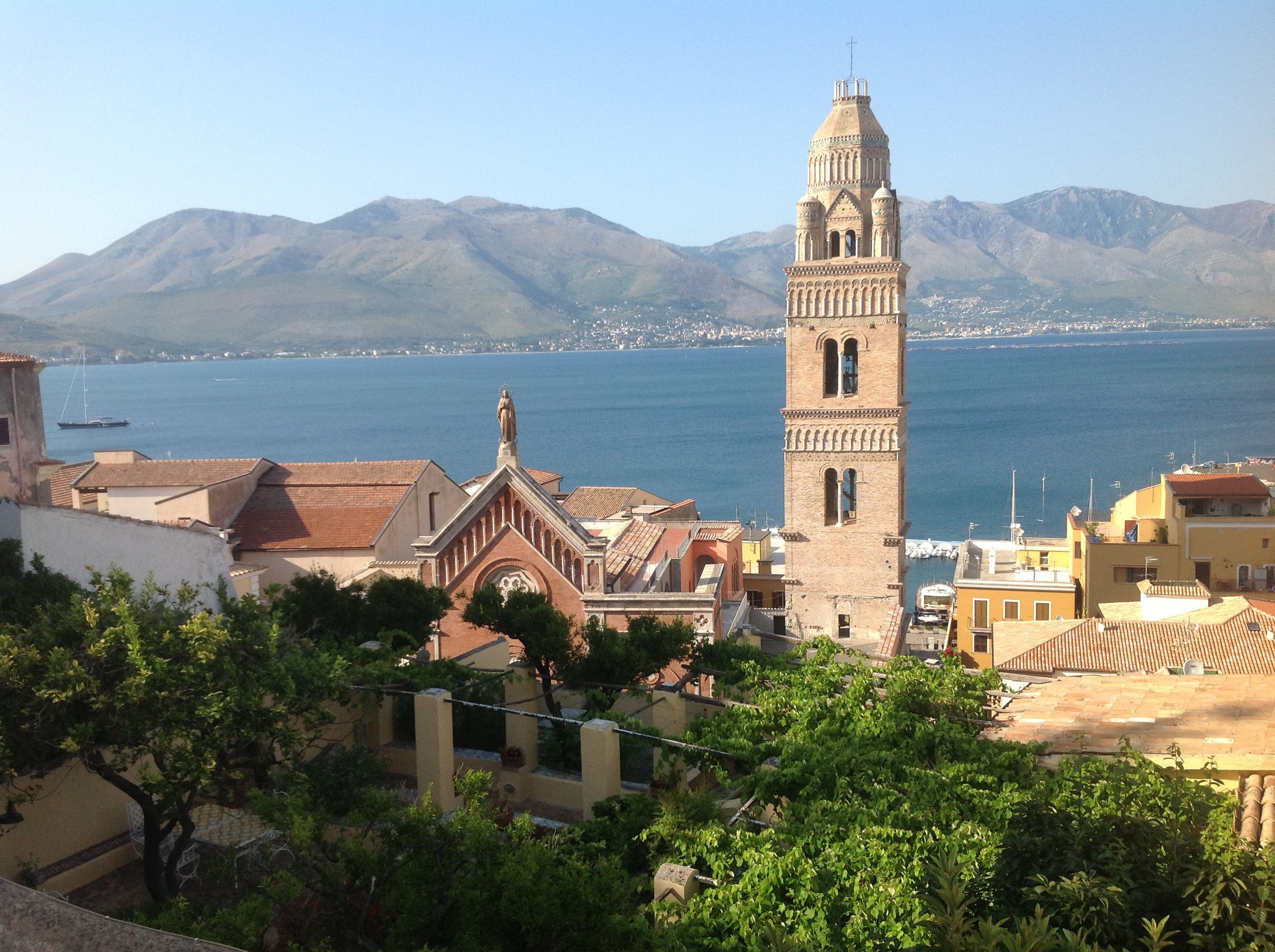
Katedrála
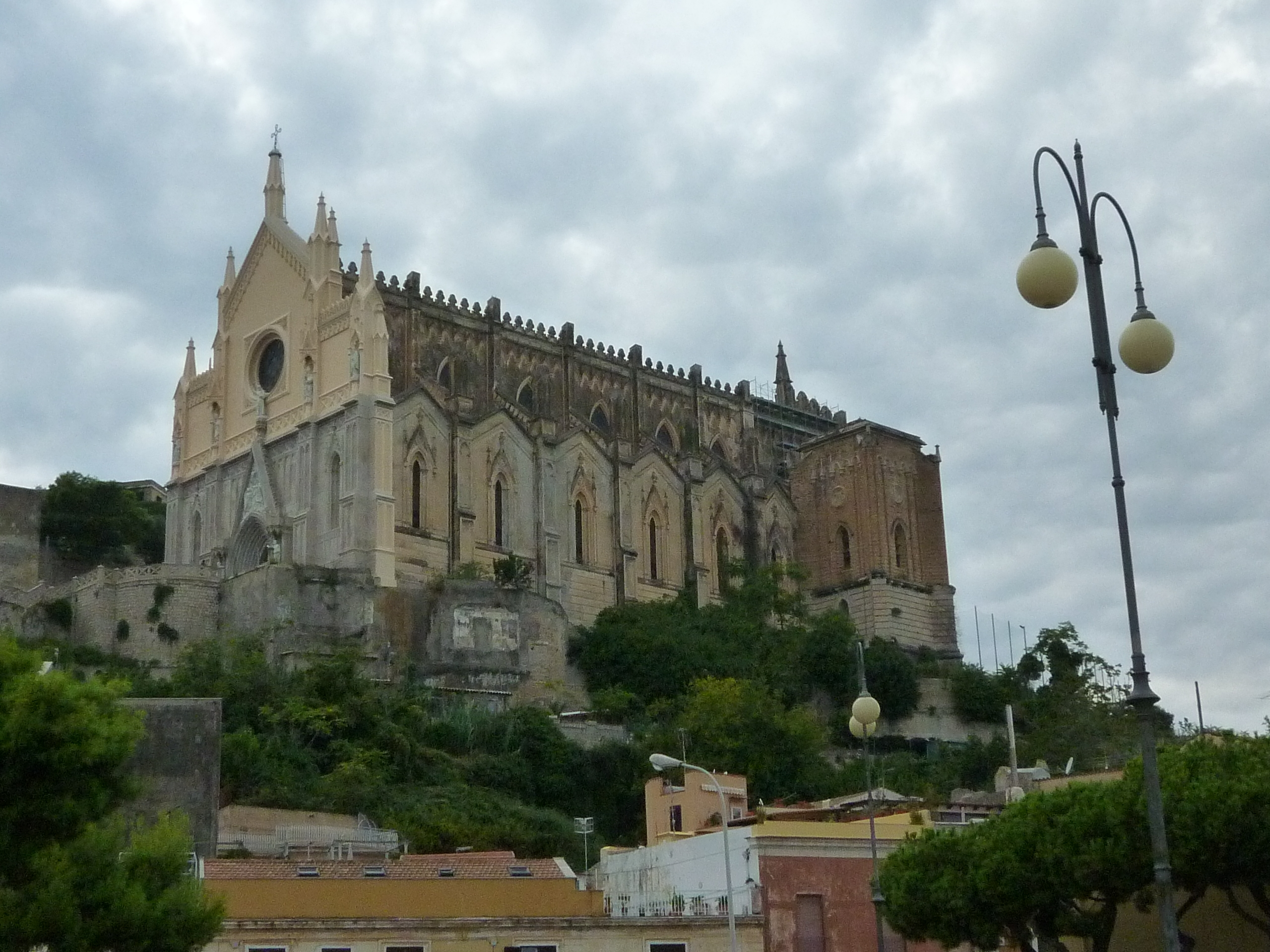
Kostel "San Francesco"